# Leptotes unicolor
Leptotes unicolor är en orkidéart som beskrevs av João Barbosa Rodrigues. Leptotes unicolor ingår i släktet Leptotes och familjen orkidéer. Inga underarter finns listade i Catalogue of Life.

## Bildgalleri

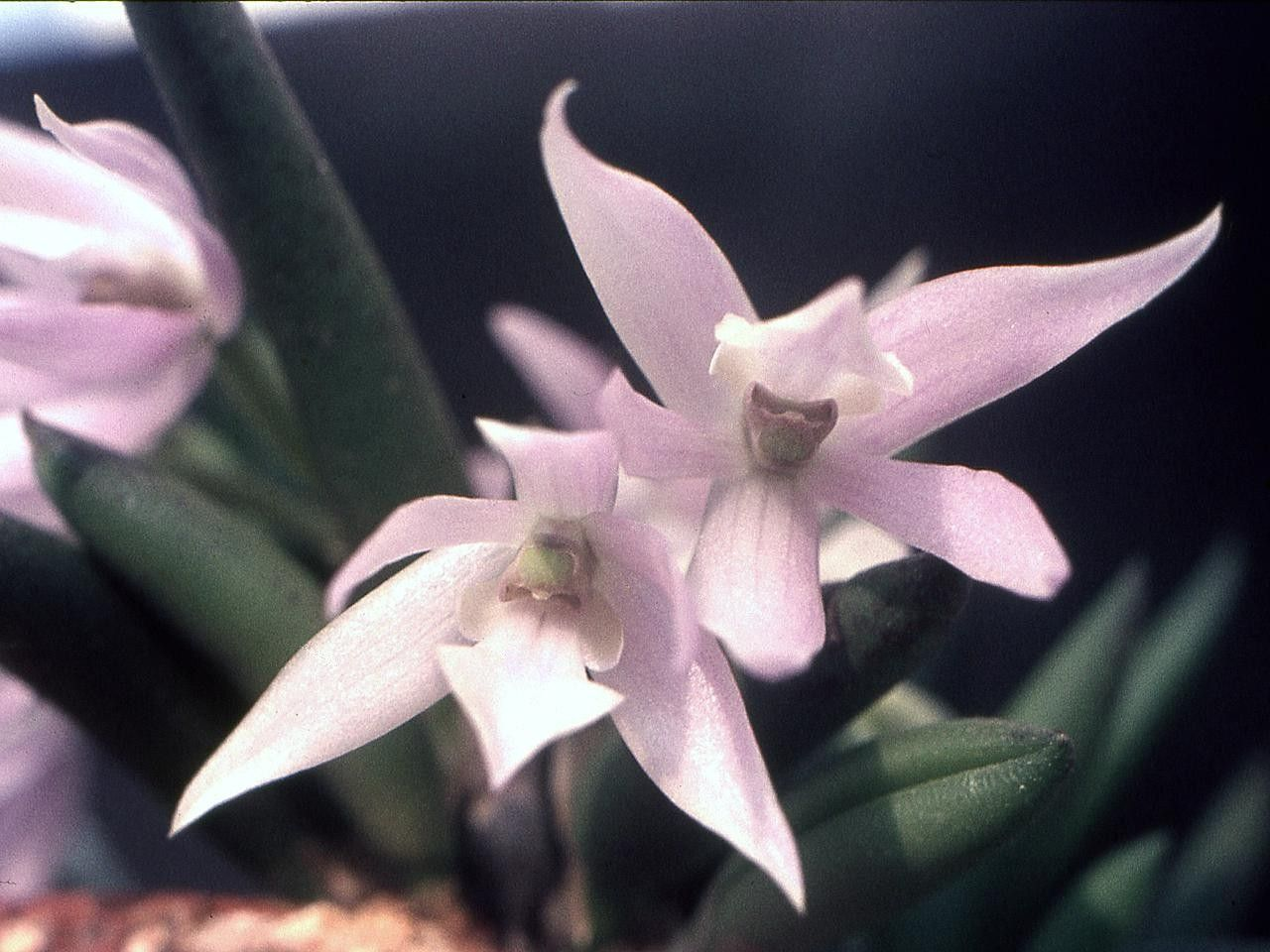
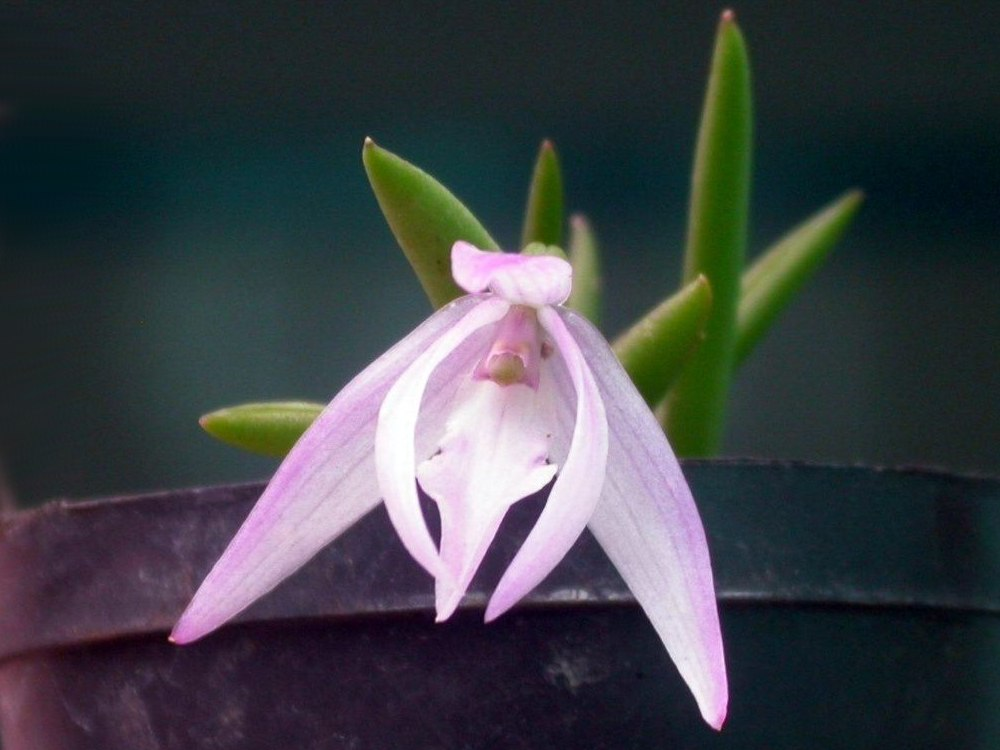
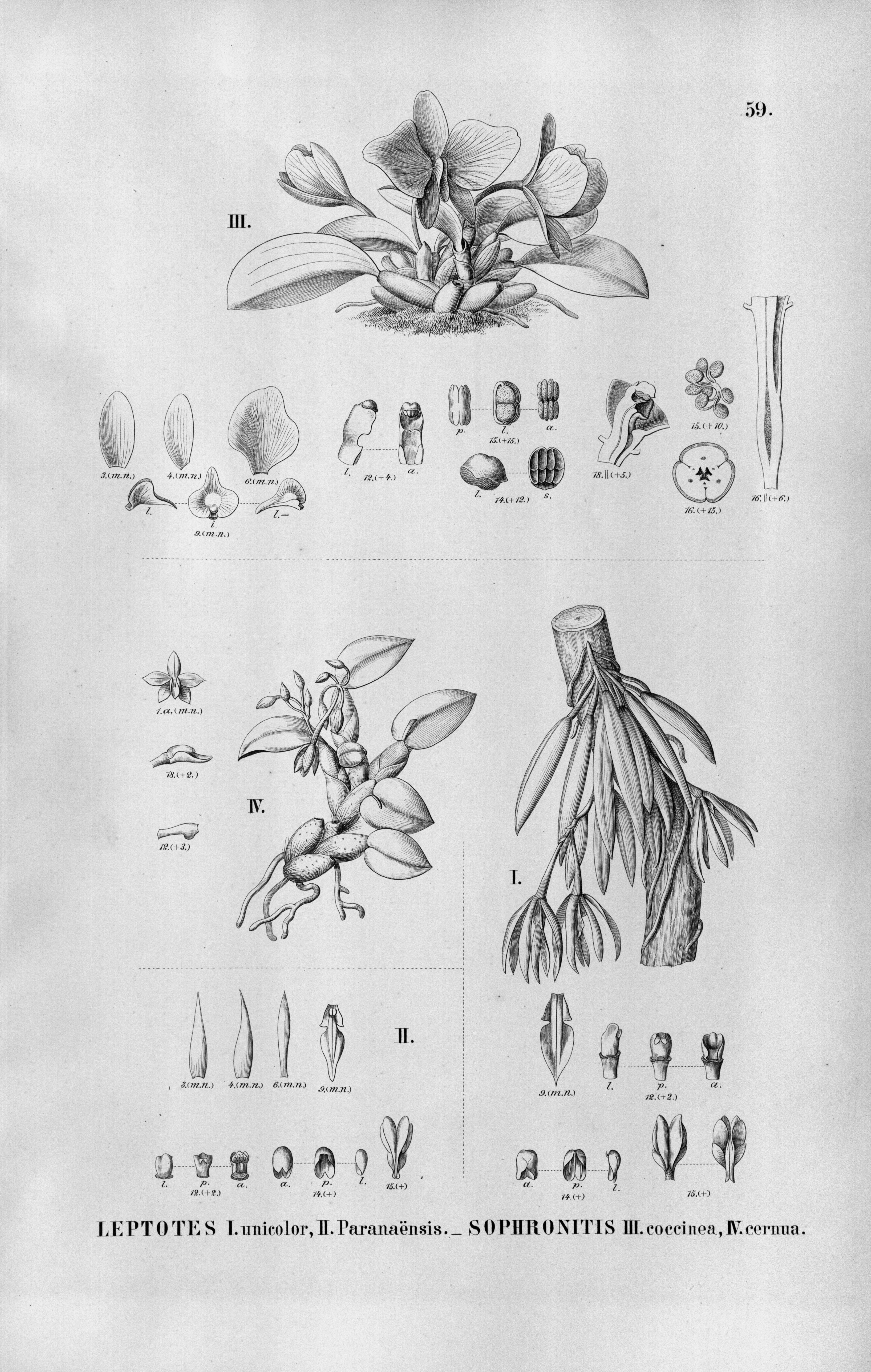